# Église Saint-Bernard de Kralendijk
Pour les articles homonymes, voir Église Saint-Bernard.
L'église Saint-Bernard (en papiamento : Parokia San Bernardo) est une église catholique située à Kralendijk, à Bonaire, dans les Petites Antilles.

## Historique
L'église Saint-Bernard de Kralendijk, à Bonaire, suit le rite latin et dépend du diocèse de Willemstad, localisé à Curaçao. Deux anciennes églises consacrées à saint Bernard de Clairvaux ont été construites sur ce site, l'une au XVIIIe siècle et l'autre en 1829. L'église actuelle a été construite en 1948.

## Architecture
Cette église, peinte en couleurs jaune et blanc, se distingue par sa forme qui ressemble à un triangle surmonté d’une croix et à côté du clocher.

## Messes
L'église Saint-Bernard propose des messes dans la langue locale : le papiamento.